# Traité de réassurance
 (janvier 2017).
Si vous disposez d'ouvrages ou d'articles de référence ou si vous connaissez des sites web de qualité traitant du thème abordé ici, merci de compléter l'article en donnant les références utiles à sa vérifiabilité et en les liant à la section « Notes et références ».
Traité de réassurance renvoie sur cette page. Pour consulter la page présentant les types de contrats de réassurance, consultez cet article.

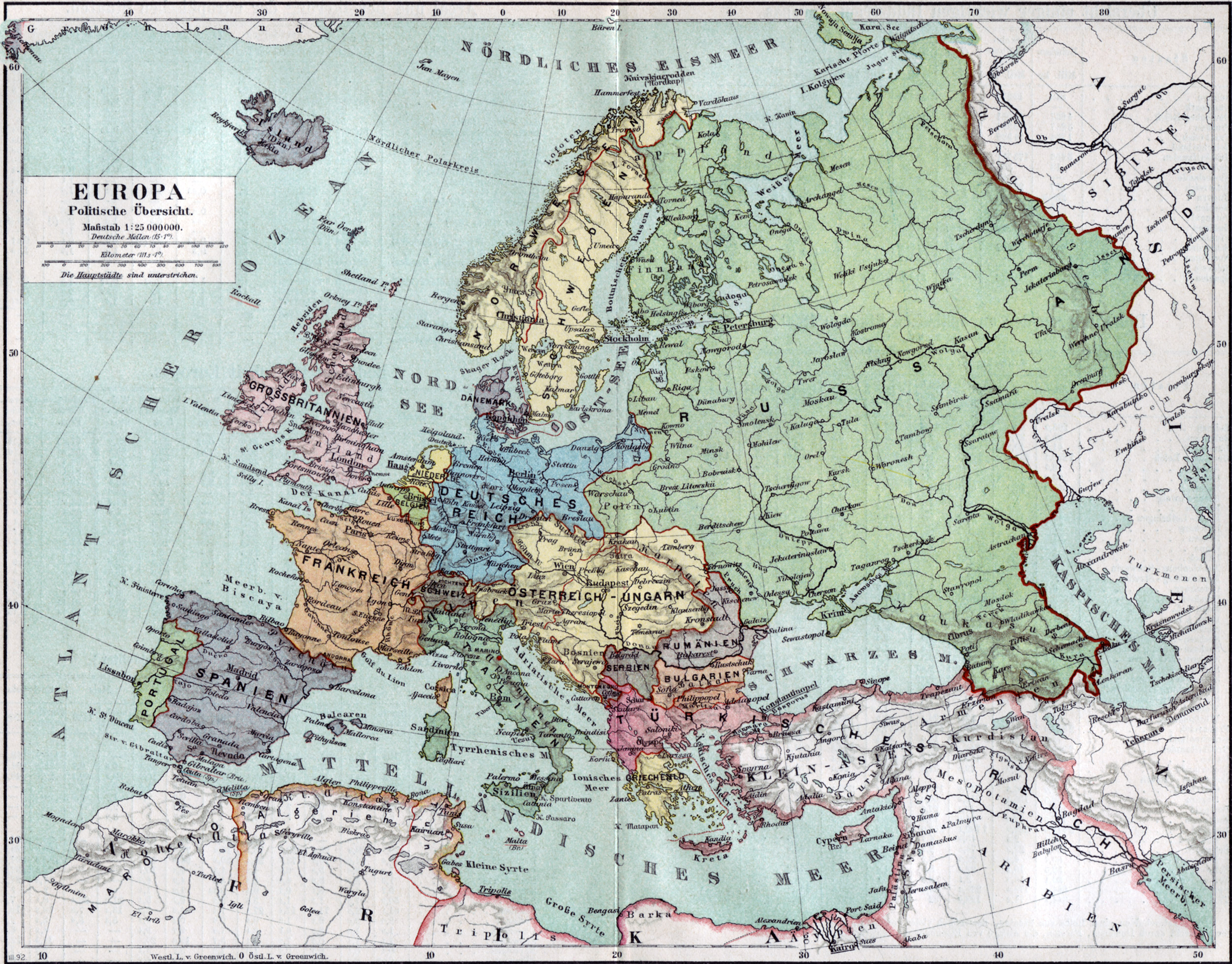
Les victoires de la Prusse sur l’Autriche-Hongrie et la France permettent d’assurer l’unification de l’Allemagne.

Le traité de réassurance (18 juin 1887) a été une tentative du chancelier allemand Otto von Bismarck pour continuer à s'allier avec la Russie à la suite de l'ancienne entente des trois empereurs, tout en maintenant parallèlement la Triplice.
Bismarck considérait comme essentiel de continuer à isoler diplomatiquement la France pour assurer la sécurité allemande. La Russie, elle se cherche des alliés. Alexandre III, au pouvoir, réfléchit à une alliance avec la France, mais il hait celle-ci pour son républicanisme  encore davantage que son prédécesseur, Alexandre II, et se dirigera donc vers Bismarck pour mettre en place cette alliance secrète.
Le traité, secret, comporte six articles et un protocole additionnel rigoureusement secret. La Russie promet de rester neutre dans le cas d’une attaque française contre l’Allemagne, qui promet de rester neutre dans le cas d’une attaque austro-hongroise contre la Russie . De plus, l’Allemagne se déclare elle-même neutre dans le cas d’une intervention russe dans le Bosphore ou les Dardanelles.
Le traité additionnel dispose dans son article premier que l'Allemagne prêtera, comme par le passé, son concours à la Russie pour assurer un gouvernement régulier et stable en Bulgarie et promet de ne donner en aucun cas son consentement à une restauration du prince de Battenberg. L'article suivant stipule qu'au cas où l'empereur russe se trouverait dans la nécessité d'assumer lui-même l'obligation de défendre l'entrée de la mer Noire, l'Allemagne s'emploierait à accorder sa neutralité bienveillante et son appui moral et diplomatique aux mesures que l'empereur russe nécessaires de prendre pour conserver les clefs de son empire. Enfin le troisième et dernier article stipule que le protocole fait partie intégrante du traité secret signé à Berlin et a la même force et la même valeur.
Le traité est signé le 18 juin 1887 du côté allemand par le secrétaire d'État aux Affaires étrangères, le prince Herbert von Bismarck (fils aîné du chancelier), et du côté russe par l'ambassadeur à Berlin, Pavel Chouvalov.
Faisant partie du principe de Bismarck de « diversion latérale », le traité a été très dépendant de la réputation personnelle du chancelier. Après le départ de Bismarck, le ministère des Affaires étrangères allemand se révèle incapable de poursuivre cette politique avec succès.
En 1890, la Russie demande à renouveler le traité, ce que refuse l'Allemagne. L'empereur Guillaume II considère que sa relation personnelle avec le tsar russe suffit à maintenir des liens diplomatiques satisfaisants avec la Russie et qu'un maintien du traité se ferait au détriment de ses tentatives d'attirer le Royaume-Uni dans la sphère d'influence allemande. Cependant, alarmée par son isolement croissant, la Russie se rapproche de la France, et es deux acceptent en 1892 l'Alliance franco-russe, qui rompt ainsi l'isolement de la France.
En 1896, le traité est rendu public par un journal allemand, les Hamburger Nachrichten, ce qui fait grand bruit en Allemagne et en Autriche-Hongrie.